# La Talaia (Sora)
La Talaia és una masia de Sora (Osona) inclosa a l'Inventari del Patrimoni Arquitectònic de Catalunya.

## Descripció
Casa de planta rectangular construïda amb carreus irregulars als murs i grans carreus ben talats a les llindes i muntants de les portes i finestres. La teulada és a doble vessant amb teula àrab. L'actual construcció és fruit d'una restauració dels anys 60 del segle passat.